# مربی قرارگذاشتن
مربی قرارگذاشتن (انگلیسی: Dating coach) افرادی هستند که آموزش‌ها، خدمات و محصولاتی را ارائه می‌کنند تا مشتریان آن‌ها موفقیت بیشتری در روابط عاطفی با جنس مخالفشان را بدست بیاورند. بحث و گفتگو، رول پلی، مدل‌سازی رفتار و سایر شیوه‌های مربیگری جزو روش‌های این افراد است. در واقع یک مربی قرارگذاشتن آموزش‌هایی به مشتریانش ارائه می‌دهد تا از طریق آن توفیق بیشتری در قرار گذاشتن با شریکشان را تجربه کنند. مربیان دوست‌یابی تمرکزشان را روی تقویت هنرهایی چون مهارت‌های اجتماعی، لاس زدن، روانشناسی، جامعه‌شناسی، مهارت‌های میان فردی و مد و تفریح در افراد می‌گذارند. از آنجایی که الزام قانونی‌ای برای دریافت مدرک مربی‌گری در این حوزه وجود ندارد افراد فعال و شیوه‌هایشان بسیار گسترده و وسیع است.